# Foniatrie
Foniatrie (van het Griekse fonè, stem) is een geneeskundig specialisme dat zich toelegt op het onderzoek en de behandeling van stemafwijkingen. 
Omdat stemgebruik zowel psychische, somatische als maatschappelijke aspecten omvat, vraagt het om een multidisciplinaire aanpak. Een foniater is meestal een ORL-arts die zich verder gespecialiseerd heeft. Alleen in gespecialiseerde (meestal universitaire) ziekenhuizen werkt een foniater, en dan ook nog in een team met anderen, zoals ORL-arts, logopedist en revalidatiearts.
Een bekende Franse foniater is François Le Huche.